# Barcelona Open Banco Sabadell 2014
Barcelona Open Banco Sabadell 2014, známý také pod jménem Torneo Godó 2014, byl tenisový turnaj pořádaný jako součást mužského okruhu ATP World Tour, který se hrál v areálu Real Club de Tenis Barcelona na otevřených antukových dvorcích. Konal se mezi 21. a 27. dubnem 2014 v katalánské metropoli Barceloně jako 62. ročník turnaje.
Turnaj, který měl rozpočet 1 845 585 eur patřil do kategorie ATP World Tour 500. Největší hvězdou turnaje byl obhájce trofeje a světová jednička, domácí Rafael Nadal.

## Distribuce bodů a finančních odměn

### Distribuce bodů
| Soutěž       | Vítězové | Finalisté | Semifinalisté | Čtvrtfinalisté | 16 v kole | 32 v kole | 64 v kole | Q  | Q2 | Q1 |
| ------------ | -------- | --------- | ------------- | -------------- | --------- | --------- | --------- | -- | -- | -- |
| dvouhra mužů | 500      | 300       | 180           | 90             | 45        | 20        | 0         | 10 | 4  | 0  |
| čtyřhra mužů | 500      | 300       | 180           | 90             | 0         |           |           |    |    |    |

### Finanční odměny
| Soutěž            | Vítězové  | Finalisté | Semifinalisté | Čtvrtfinalisté | 16 v kole | 32 v kole | 64 v kole | Q2      | Q1    |
| ----------------- | --------- | --------- | ------------- | -------------- | --------- | --------- | --------- | ------- | ----- |
| dvouhra mužů      | 422 100 € | 192 450 € | 89 650 €      | 42 785 €       | 20 820 €  | 11 095 €  | 6 455 €   | 1 195 € | 620 € |
| čtyřhra mužů *    | 131 700 € | 59 430 €  | 28 020 €      | 13 550 €       | 6 930 €   |           |           |         |       |
| * – částka na pár |           |           |               |                |           |           |           |         |       |

## Mužská dvouhra

### Nasazení
| Stát       | Hráč                  | ATP1) | Nasazení |
| ---------- | --------------------- | ----- | -------- |
| Španělsko  | Rafael Nadal          | 1.    | 1.       |
| Španělsko  | David Ferrer          | 5.    | 2.       |
| Itálie     | Fabio Fognini         | 13.   | 3.       |
| Japonsko   | Kei Nišikori          | 17.   | 4.       |
| Španělsko  | Tommy Robredo         | 18.   | 5.       |
| Španělsko  | Nicolás Almagro       | 20.   | 6.       |
| Polsko     | Jerzy Janowicz        | 21.   | 7.       |
| Ukrajina   | Alexandr Dolgopolov   | 22.   | 8.       |
| Lotyšsko   | Ernests Gulbis        | 23.   | 9.       |
| Německo    | Philipp Kohlschreiber | 25.   | 10.      |
| Španělsko  | Fernando Verdasco     | 26.   | 11.      |
| Chorvatsko | Marin Čilić           | 27.   | 12.      |
| Španělsko  | Feliciano López       | 31.   | 13.      |
| Španělsko  | Marcel Granollers     | 14.   | 32.      |
| Rusko      | Dmitrij Tursunov      | 33.   | 15.      |
| Francie    | Benoît Paire          | 34.   | 16.      |

- 1) Žebříček ATP k 14. dubnu 2014.

### Jiné formy účasti
Následující hráči obdrželi divokou kartu do hlavní soutěže:
- Facundo Argüello
- Roberto Carballés Baena
- Iñigo Cervantes Huegun
- Daniel Gimeno Traver

Následující hráči postoupili z kvalifikace:
- Andreas Beck
- Marsel İlhan
- Andrej Kuzněcov
- Marc López
- Dominic Thiem
- Matteo Viola

### Odhlášení
- Pablo Andújar
- Federico Delbonis
- Richard Gasquet
- Ivo Karlović
- Juan Mónaco

### Skrečování
- Fabio Fognini
- Philipp Kohlschreiber
- Benoît Paire

## Mužská čtyřhra

### Nasazení
| Stát          | Hráč           | Stát          | Hráč              | ATP1) | Nasazení |
| ------------- | -------------- | ------------- | ----------------- | ----- | -------- |
| Spojené státy | Bob Bryan      | Spojené státy | Mike Bryan        | 2.    | 1.       |
| Rakousko      | Alexander Peya | Brazílie      | Bruno Soares      | 7.    | 2.       |
| Chorvatsko    | Ivan Dodig     | Brazílie      | Marcelo Melo      | 11.   | 3.       |
| Španělsko     | David Marrero  | Španělsko     | Fernando Verdasco | 16.   | 4.       |
| Kanada        | Daniel Nestor  | Srbsko        | Nenad Zimonjić    | 28.   | 5.       |

- 1) Žebříček ATP k 14. dubnu 2014; číslo je součtem umístění obou členů páru.

### Jiné formy účasti
Následující páry obdržely divokou kartu do hlavní soutěže:
- Roberto Bautista Agut /  Albert Montañés
- Pablo Carreño Busta /  Albert Ramos

Následující páry postoupily do hlavní soutěže z kvalifikace:
- Teimuraz Gabašvili /  Michail Kukuškin
  -  Jesse Huta Galung /  Stéphane Robert – jako šťastní poražení
  -  Somdev Devvarman /  Ante Pavić – jako šťastní poražení

### Odhlášení
- Bob Bryan
- Benoît Paire

### Skrečování
- Marc López

## Přehled finále

### Mužská dvouhra
- Kei Nišikori vs.  Santiago Giraldo, 6–2, 6–2

Kei Nišikori získal první titul z antukového turnaje.

### Mužská čtyřhra
- Jesse Huta Galung /  Stéphane Robert vs.  Daniel Nestor /  Nenad Zimonjić, 6–3, 6–3

Huta Galung a Robert vyhráli turnaj z pozice šťastných poražených.